# Dock inte
Dock inte (alt. Dock aldrig eller Jag har aldrig) är ett dryckesspel som kan spelas av två personer eller fler.

## Regler
Alla spelare ska sitta vid ett bord med varsitt ölglas eller annan alkoholbaserad dryck. En av spelarna börjar med att säga "Jag har dock inte..." följt av en fråga som ställs till alla vid spelarna vid bordet. Till exempel "Jag har dock inte kastat en sten på någons fönster.". De spelare vid bordet som har kastat en sten på någons fönster skall dricka. Sen går turen över till nästa spelare som ska fråga. Spelaren kan fråga vad som helst, vilket kan vara roligt att få reda på de mest intima hemligheterna om någon.